# Halesa andinaria
Halesa andinaria är en fjärilsart som beskrevs av Charles Oberthür 1881. Halesa andinaria ingår i släktet Halesa och familjen mätare. Inga underarter finns listade i Catalogue of Life.